# Coliseo El Pueblo
Le Coliseo El Pueblo, littéralement « Le Colisée du Peuple », est une infrastructure sportive située dans la ville de Cali, en Colombie.

## Histoire
Il a une capacité de 18 000 places et a été ouvert en 1971, pour accueillir les Jeux panaméricains.
Les sports pratiqués dans ce bâtiment sont principalement le basket-ball ; Cali a d'ailleurs accueilli le Championnat du monde de basket-ball masculin 1982.
Mais l'arène est également fréquentée lors de concerts. Parmi les artistes s'y étant produits figurent Jowell & Randy, Ñejo & Dalmata, Yomo ou encore Eloy.